# Anto Zirdum
Anto Zirdum (Poljari, Derventa 4. lipnja 1956.), hrvatski književnik iz BiH.
Anto Zirdum rođen je 4. lipnja 1956. godine u Poljarima, općina Derventa (župa Plehan). 
Osnovnu i srednju školu završio u Zenici, Pedagoški fakultet u Rijeci, radnu karijeru započeo u Varešu. Živi u Vitezu.
Do sada objavio 18 knjiga proze, i jednu knigu poezije i dvije antologije i to:
1. Jahači svjetlosti, legende i fantazije, HKD Napredak, Vitez, 1996.;
2. Brončani mač, HKD Napredak & FLASH agency, 1996.;
3. Medico laureato, Hrvatska bolnica "Dr. fra Mato Nikolić", Nova Bila 1997.; (romasirani životopis)
4. Bijeli put crna zima, ZIRAL Mostar & HKD Napredak Vitez, 1998.; (roman)
5. Čuvari dostojanstva, Naša ognjišta, Tomislavgrad, 1999.;
6. Bistuanska kronika, HKD Napredak, Vitez 2000. (roman)
7. Ne možeš iz svoje kože, MH Zenica/Čitluk, 2001.)roman)
8. Obeskrovljeni otok, MH Zenica & Zavičajni klub Plehan Zagreb, 2002.(roman)
9. Saga o dva mača, Multimedija print, Nova Bila, 2003. (roman)
10. Robinja i martolozi, MH Zenica, 2005. (roman)
11. Začudnost u cik zore, HKD Napredak Vitez, 2007.
12. Radman syndrome, HKD Napredak, Vitez, 2007.
13. Izgubljene zvijezde - prigodna stopjesmica bosanskohercegovačkih pjesnikinja od 1908. do 2008. HKD Napredak Sarajevo, 2008.
14. Elkastrandin kompleks, Slovo, Zagreb, 2008. (SF roman)
15. Carski rez, Zaklada fra Grgo Martić, Kreševo, 2010.
16. Biskup Andrija i njegova družica, VAT/HKD Naredak, Vitez, 2011.
17. Prve druge i ostale pjesme, VAT Vitez, 2011.
18. Rođeni na Dan mrtvih, Dobra knjiga, Sarajevo, 2011.
19. Slavin poj, antologija priča iz slavenske mitologije, VAT/HKD Napredak Vitez, 2013.
20. Učiteljica modnog krojenja u Sarajevu 1914.,Dobra knjiga, Sarajevo, 2014.

21.Samo se prosvijetljeni vide u tmici, Multimediaprint, Travnik 2016.
22. Klupko, HKD Napredak Vitez, 2017.
Napisao tri drame:
- Behazijska rapsodija 2003.
- Kopnica, 2005
- Rat batona, 2008.

Zastupljenu dvadesetak regionalnih zbornike te u antologijama:
- HRVATSKA KNJIŽEVNOST BOSNE I HERCEGOVINE OD XV. STOLJEĆA DO DANAS – Antologija poezije i proze, HRVATSKA MISAO 25-26, MH Sarajevo 2002/2003. (priredio: dr. Miloš Okuka)
- ANTOLOGIJA HRVATSKE ZF PRIČE, Rijeka 2005. (priredio: Žarko Milenić)
- JEZIK I HRID Mostar 2005. (priredio: Zdravko Kordić)
- ANTOLOGIJA BH SF&F PRIČE Zenica 2007. (priredio Adnadin Jašarević)
- REGIJA FANTASTIKA, Beograd 2014. 2015, 2018.
Nagrade:
-	GORANOVO PROLJEĆE 1978.– izbor u 5 najboljih mladih pjesnika 
-	Prvo mjesto za priču BABINO BURE, natječaj za studente Rijeka 1978.
-	Prvonagrađeni na natječaju za priču na temu narkomanije Alter art 2006.
-	Treće mjesto za priču UŠUŠUR – VODENIČNI VILENJAK, Art Anima Beograd 2009.
-	Prva nagrada za priču na natječaju MARKO MARTINOVIĆ CAR 2009.
-	Nagrada FRA GRGO MARTIĆ 2010.za roman CARSKI REZ 
-	Nagrada TERA TOLIS 2010.za roman CARSKI REZ 
-	Nagrada Fondacije za izdavaštvo FBiH 2011. za roman ROĐENI NA DAN MRTVIH.
-	Nagrada za najorginalniju ljubavnu pjesmu u Mrkonjić Gradu 2011.
-	Treće mjesto na konkursu časopisa KORACI iz Kumanova 2012.za esej: INKLUZIJA I /ILI EKSKLIUZIJA 
-	Nagrada Fondacije za izdavaštvo FBiH 2014. za roman UČITELJICA MODNOG KROJENJA U SARAJEVU 1914.
- Nagrada "Dr. Eso Sadiković, Prijedor